# 단혼

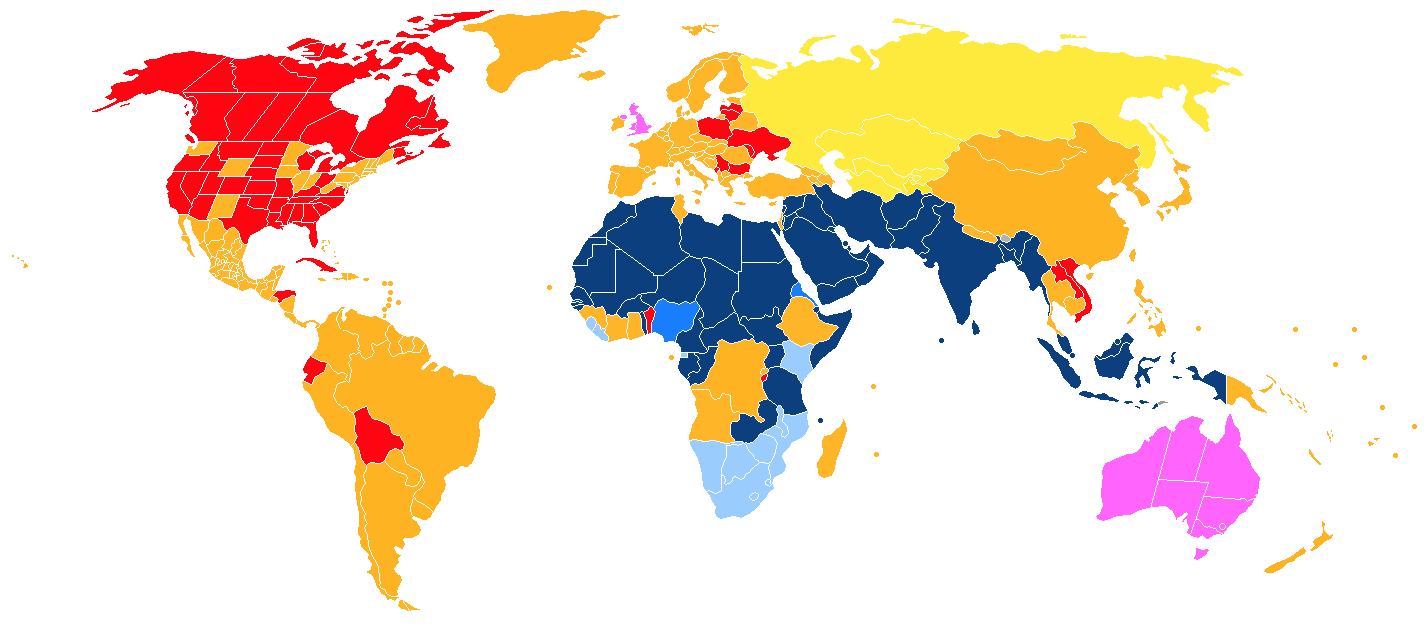
복혼 허용
일부 지역에서 복혼 허용
해외 및 타지역에서 행해진 복혼 인정
관습법상 복혼 허용
정치적 논쟁 중
복혼 불법
헌법상 복혼 불가 및 불법

단혼(單婚, 영어: monogamy)은 2명과 중복해서 혼인하지 않고 1명의 배우자만 두는 혼인형태이다. 배우자를 2명 이상 두는 중혼이나 복혼과는 반대되는 개념이다. 한 명의 남성과 한 명의 여성간의 단혼을 일부일처제(一夫一妻制)라고 한다.
생물학에서는 단혼 형태나 빈도를 실질적인 성적 동반자 관계를 기준으로 구분하는데, 생물학적으로 한 명의 배우자만 두는 현상은 특히 새에서 많이 볼 수 있으며, 포유류 중에서는 인류, 긴팔원숭이, 명주원숭이, 늑대, 코요테 등에서 나타나는 특징이다.
단혼제는 양성평등을 통한 사회정의를 도모할 수 있고, 부성 투자(아버지의 보살핌)가 촉진되고, 저축과 생산성이 증가하는 효과가 있으며, 가족 내에서의 여러 갈등을 예방하는 제도로 평가되고 있다.
전 세계적으로 대한민국을 비롯한 여러 나라가 단혼제를 채택하고, 중혼을 금지하고 있다.

## 같이 보기
- 불륜
- 인간의 유대
- 성교